# Széchenyi István Gimnázium (Sopron)
A Berzsenyi jobb

## A gimnázium rövid története

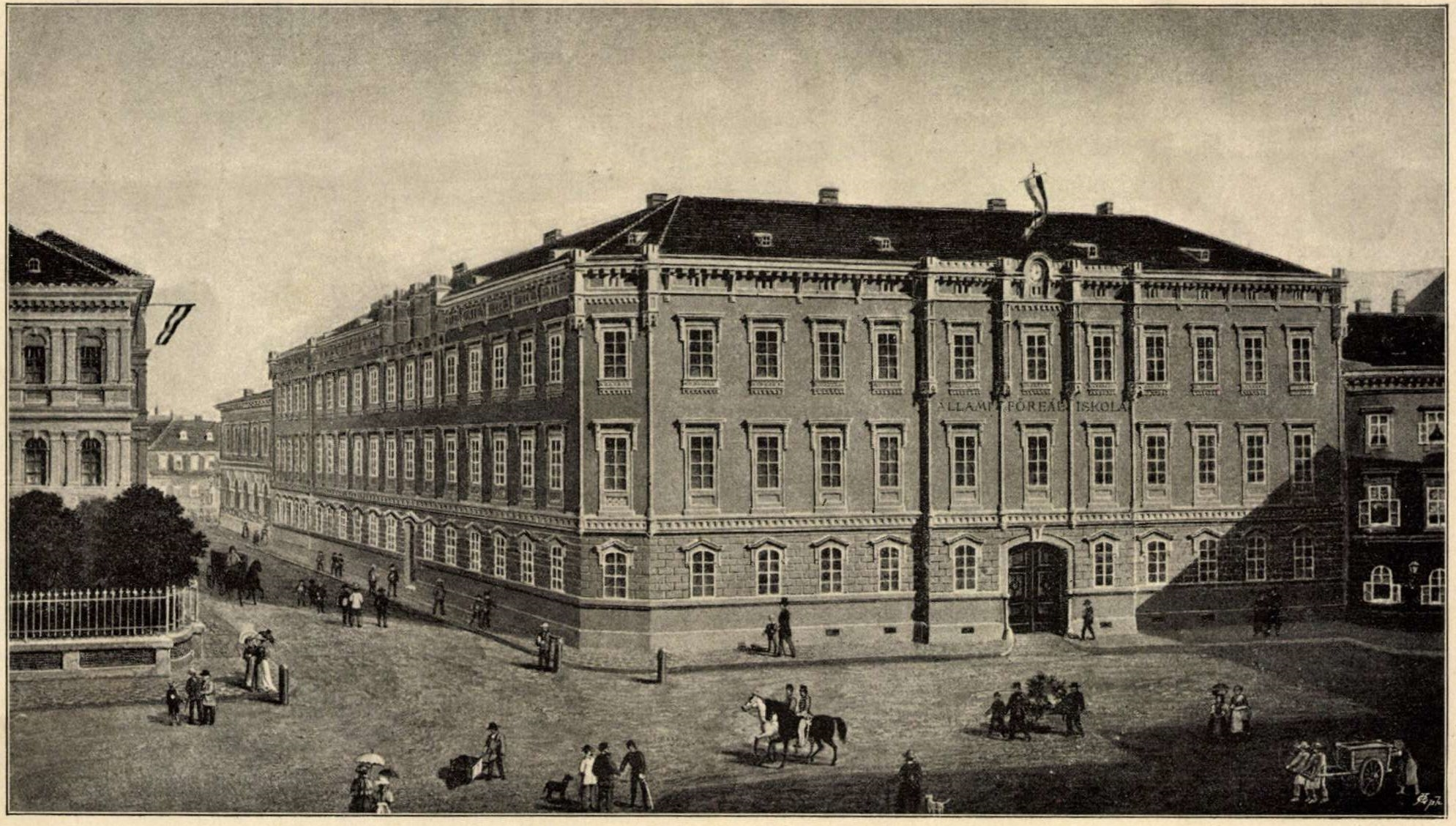
A soproni főreáliskola az 1890-es években (Hauser Károly festménye)

Pályafutását katolikus alreáliskolaként kezdte 1857-ben, de még egy évtized sem telik el, midőn felekezet nélküli főreáliskolává válik. Az államosítása az intézménynek 1872-ben történt meg.
Az első világháború alatt hadikórházként működött. A háborút lezáró trianoni béke – mely Sopront Ausztriának juttatta – hatására az iskola teljes felszerelését Győrbe szállították. A váratlanul jött népszavazás eredményeként Sopron azonban megmaradt magyarnak – ennek ellenére az iskola felszerelését mindmáig nem szolgáltatták vissza teljesen.
A legnagyobb magyar nevét Vass József közoktatási miniszter vetette fel a főreáliskolával, 1922-ben.
1930-ban reálgimnázium lett, öt évre rá pedig már gimnázium.
A II. világháború alatt ismét hadikórház szerepét látta el, de a háború végezetével ismét beindult az oktatás. 1990-ig még többször jelleget váltott az intézmény (volt fiúgimnázium, postaforgalmi szakközépiskola), akkor azonban négy- és hatosztályos gimnáziummá vált.
Sopron város egyik legnagyobb beruházásának számított az a 2006-ban hozott döntés, mely a gimnázium teljes körű felújítását rendelte el. A felújított intézmény ünnepélyes átadására 2007. november 23-án került sor.

## A gimnázium igazgatói
- Tauber Sal. Ferenc (1850–1855)
- Rách Sal. Ferenc (1855–1858)
- Gartner Ferenc (1858–1859)
- Hodich Ferenc (1859–1867)
- Geronnai-Kossow Albert (1867–1868)
- Fuchs Pál (1868–1870)
- Ulber Mátyás (1870–1872)
- Salamin Leó (1872–1897)
- Dr. Wallner Ignác (1897–1914)
- Rodt Lajos (1914–1919)
- Lauringer Ernő (1919–1941)
- Dr. Gábor Géza (1941–1945)
- Dr. Martonos Lajos (1945–1950)
- Zagyva Imre (1950–1951)
- Lajos József (1951–1954)
- Földi Lőrinc (1954–1964)
- Höfle József (1964–1970)
- Tóth Ferenc (1970–1976)
- Gombás Vilmos (1976–1981)
- Palotai György (1981–1991)
- Szakál Péter (1991–2001)
- Szabó Miklós (2001–2017)
- Farkas Gábor (2017-)

## Híres széchenyisek

### Tanárok
- Ákos Ernő, festő
- Bella Lajos, földrajz–történelem szakos tanár, régész, a Magyar Tudományos Akadémia levelező tagja
- Dér Zoltán, fizikus
- Lang Ágota, fizika-informatika-matematika tanár[1]
- Légrádi Imre, matematika–fizika szakos tanár
- Machovich Viktor gimnáziumi franciatanár.
- Poór Attila, fizikus
- Salamin Leó, fizikus
- Soproni Horváth József festő

### Diákok
- Csapody Miklós politikus
- Éder Krisztián énekes
- Eperjes Károly Kossuth-díjas színművész
- Graf Zoltán állatorvos
- Hien (Nguyễn Thanh Hiền) énekes
- Horváth Patrícia válogatott vízilabdázó
- Járóka Lívia politikus
- Kévés György
- Kiss Tamás (építész)
- Kováts Adél színművész
- Németh György bányamérnök, ny. vezérigazgató
- Móra Terézia, művésznevén Terézia Mora író
- Rátz László tanár
- Rákosi Mátyás politikus
- Roisz Vilmos festőművész
- Soproni József zeneszerző
- Szájer József politikus
- Vendl Aladár geológus[2]
- Walter Dezső korábbi polgármester

## Külső hivatkozások
- A Széchenyi István Gimnázium honlapja